# Noáin (Valle de Elorz) - Noain (Elortzibar)
Noáin (Valle de Elorz) - Noain (Elortzibar) là một đô thị trong tỉnh và cộng đồng tự trị Navarre, Tây Ban Nha. Đô thị này có diện tích là 48,24 ki-lô-mét vuông, dân số năm 2009 là 6806 người với mật độ người/km². Đô thị này có cự ly 5 km so với tỉnh lỵ Pamplona.